# Ternstroemieae
Ternstroemieae, tribus od dva roda biljska iz porodice Pentaphylacaceae. Pripada mu preko 150 vrsta ternstremija, zimzelenog drveća iz tropske Amerike i Afrike, tropske i suptropske Azije i Havaja, i četiri vrste roda Anneslea, zimzeleno drveće ili grmlje iz Azije.
Tribus je opisan 1824.

## Rodovi
1. Anneslea Wall.
2. Ternstroemia Mutis ex L.f.